# Encarsia longisetae
Encarsia longisetae är en stekelart som beskrevs av Gennaro Viggiani 1989. Encarsia longisetae ingår i släktet Encarsia och familjen växtlussteklar. Inga underarter finns listade i Catalogue of Life.